# Karonga (vattendrag i Burundi)
Karonga är ett vattendrag i Burundi.   Det ligger i provinsen Gitega, i den centrala delen av landet, 60 kilometer öster om huvudstaden Bujumbura.
Omgivningarna runt Karonga är en mosaik av jordbruksmark och naturlig växtlighet. Runt Karonga är det tätbefolkat, med 411 invånare per kvadratkilometer.